# Ветар је стао пред зору
Ветар је стао пред зору је југословенски филм снимљен 1959. године. Режирао га је Радош Новаковић, а сценарио је написао Александар Вучо. На 6. Пулском филмском фестивалу 1959. године глумица Дара Чаленић награђена је за женску епизодну улогу у филму. На истом фестивалу је додељена и диплома Савјета за старање о деци и омладини за најбољи омладински филм.

## Радња
Члановима из Јаснине групе је сумњиво њено неочекивано отпуштање из окупаторске Специјалне полиције па почињу да је избегавају. Јасна сазнаје и саопштава члановима групе да су издани али тиме им постаје још сумњивија. У акцији која успева захваљујући ангажовању Јасне њени другови се уверавају у њену оданост.

## Улоге
| Глумац                   | Улога             |
| ------------------------ | ----------------- |
| Радмила Радовановић      | Јасна Савић       |
| Бранко Плеша             | Павле Угриновић   |
| Антун Врдољак            | Мирко             |
| Стеван Штукеља           | Бане              |
| Љубиша Јовановић         | Проф. Јован Савић |
| Дара Чаленић             | Сида Петровић     |
| Хермина Пипинић          | Анђа              |
| Драгомир Фелба           | Чеда              |
| Велимир Бата Живојиновић | Агент             |
| Растислав Јовић          | Железничар        |
| Емил Рубен               | Мaшa Савић        |
| Љиљана Крстић            | Сидина мајка      |
| Фатима Мифтаро           |                   |
| Васо Перишић             |                   |
| Јанез Врховец            | Словенац          |
| Невенка Микулић          | Јаснина Тетка     |
| Вера Тодоровић           |                   |
| Антун Налис              | Немачки Мајор     |
| Душан Вујисић            | Радник у полицији |
| Душан Јанићијевић        | Агент             |
| Радисав Радојковић       | Млади комуниста   |
| Станко Буханац           | Жељезничар        |
| Ђорђе Ненадовић          | Брзи              |

Комплетна филмска екипа  ▼
| Редитељ                   | Радош Новаковић       |                                             |
| Сценариста                | Александар Вучо       | (писац)                                     |
| Композитор                | Боривоје Симић        |                                             |
| Директор фотографије      | Ненад Јовичић         | директор фотографије                        |
| Монтажер                  | Маја Лазаров          |                                             |
| Сценограф                 | Миомир Денић          |                                             |
| Уметнички директор        | Александар Миловић    |                                             |
| Декоратер сцене           | Вукашин Младеновић    | (као Вуле Младеновић)                       |
| Одсек за шминку           | Савета Ковач          | шминкерка                                   |
| Одсек за шминку           | Вера Рашић            | шминкерка                                   |
| Менаџер продукције        | Душко Ерцеговић       | вођа снимања (као Д. Ерцеговић)             |
| Менаџер продукције        | Властимир Јовановић   | помоћник директора филма (као В. Јовановић) |
| Менаџер продукције        | Божидар Митровић      | вођа снимања (као Б. Митровић)              |
| Менаџер продукције        | Душан Петровић        | директор филма                              |
| Помоћник режије           | Димитрије Станчуловић | помоћник редитеља                           |
| Помоћник режије           | Бошко Вучинић         | помоћник редитеља                           |
| Уметнички одсек           | Миладин Аранђеловић   | сет дизајнер                                |
| Одсек за звук             | Вукашин Дабушко       | микроман (као В. Дабушко)                   |
| Одсек за звук             | Драгољуб Гојковић     | тон мајстор                                 |
| Одсек за звук             | М. Малеташкић         | микроман                                    |
| Специјални ефекти         | Зоран Ђорђевић        | пиротехничар (као З. Ђорђевић)              |
| Одсек за камеру и расвету | Живорад Милић         | фотограф                                    |
| Одсек за камеру и расвету | Милан Милојевић       | вођа расвете (као М. Милојевић)             |
| Одсек за камеру и расвету | Часлав Пантелинац     | пратилац камере (као Ц. Пантелинац)         |
| Одсек за камеру и расвету | Богољуб Петровић      | пратилац камере                             |
| Одсек за костим           | Борка Субарановић     | гардеробер                                  |
| Музички одсек             | Боривоје Симић        | диригент                                    |
| Музички одсек             | Тимотије Стеванов     | музички уредник (као Т. Стеванов)           |
| Остала екипа              | Нада Недељковић       | секретар режије                             |